# Sylviane Telchid
Sylviane Telchid (Capesterre-Belle-Eau, Guadalupe, 17 de septiembre de 1941 - Les Abymes, 5 de marzo de 2023) fue una escritora, traductora y profesora francesa de origen guadalupeño.
Sylviane Telchid fue autora de numerosas obras en lengua guadalupeña.
El 19 de octubre de 2018 se inauguró el busto de Sylviane Telchid en el colegio del mismo nombre.

## Libros
- 1996, Throvia de la Dominique
- 1985, Ti Chika et d'autres contes antillais
- 1999, Légendes et mystères du pays Guadeloupe
- 1983, Jé kréyòl
- 1984, Dictionnaire des expressions du créole guadeloupéen (coautoría con Héctor Poullet y Danielle Montbrand)
- 1997, Dictionnaire du français régional des Antilles
- 2003, Kréyòl fanm chatengn
- 2011, Bon Doukou